# Christian August Lorentzen

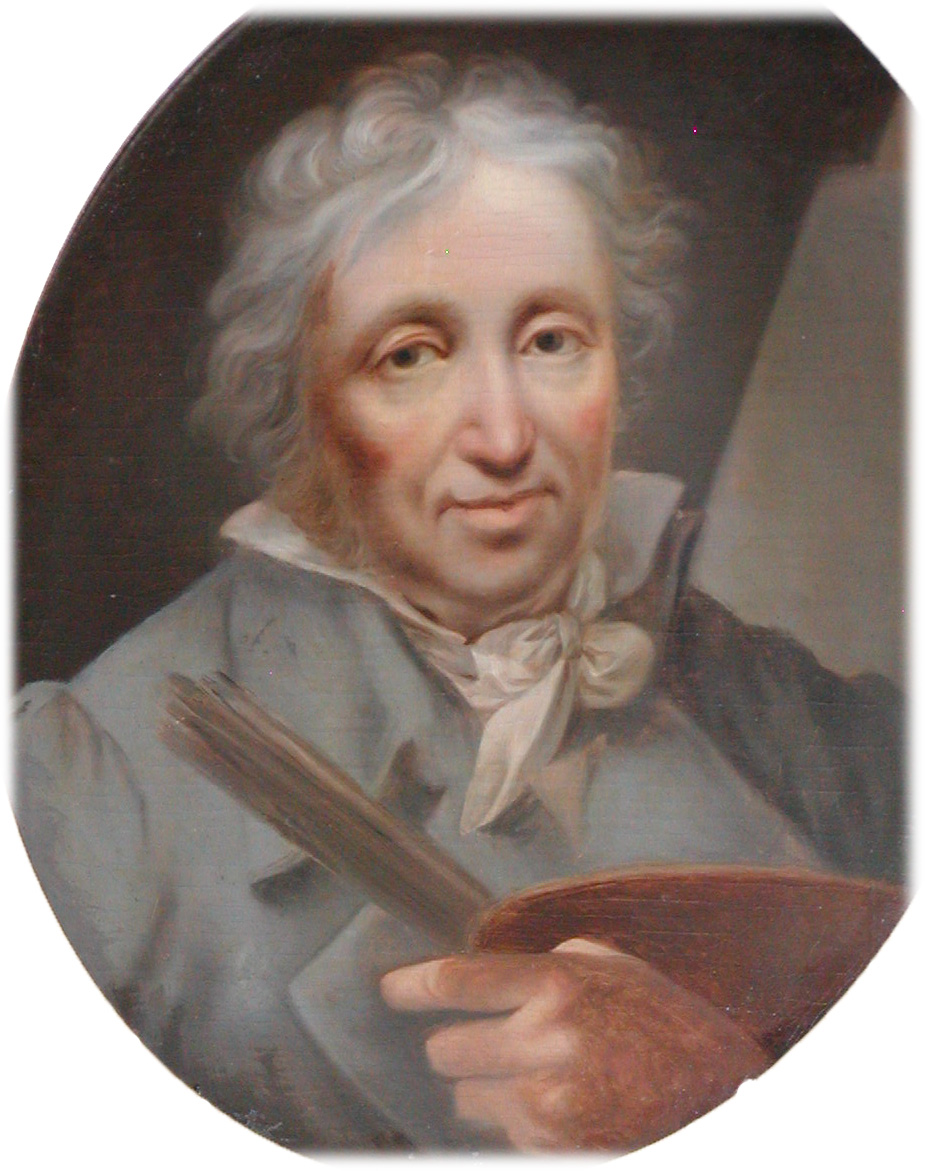
Selbstporträt Lorentzen

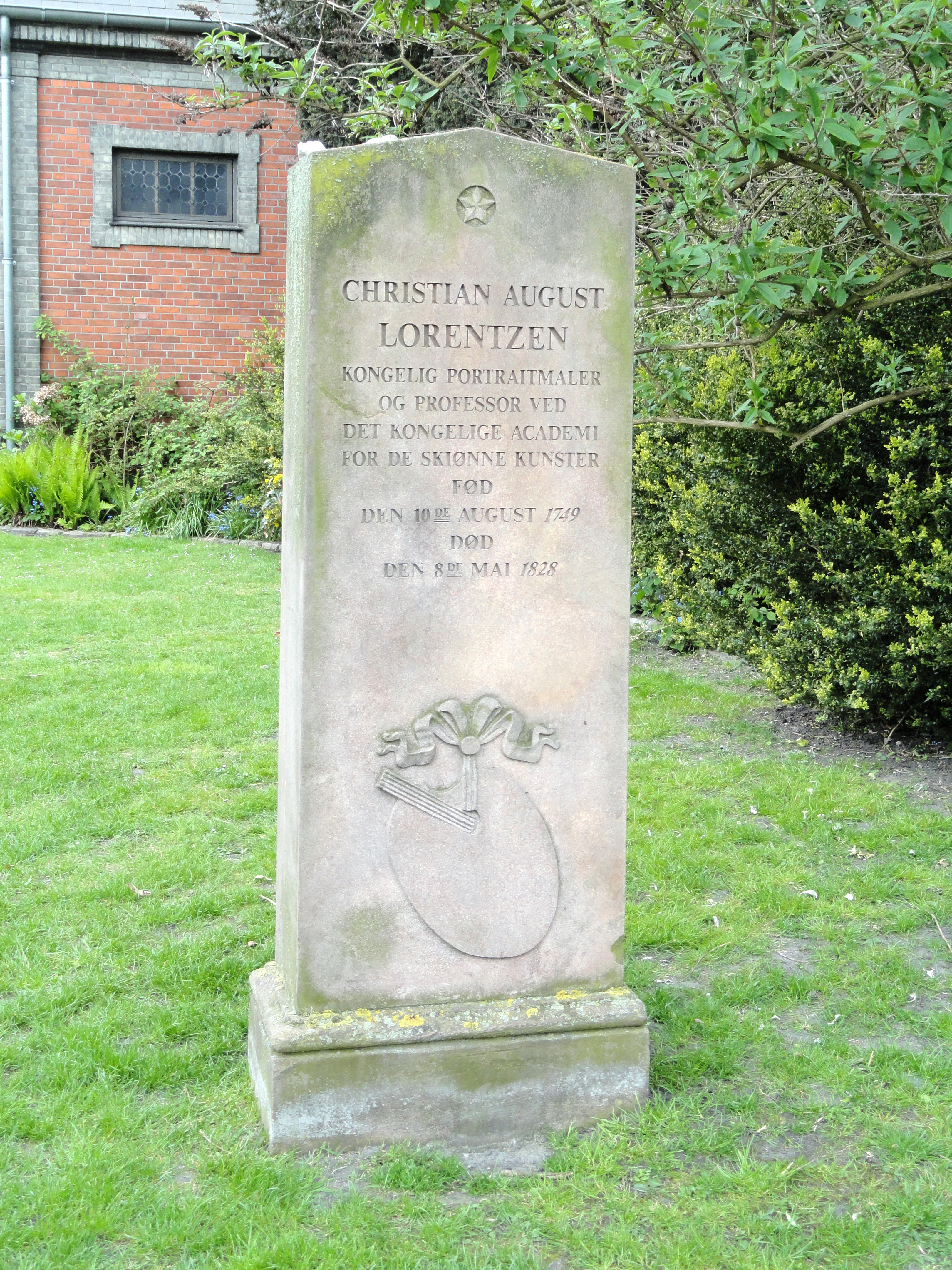
Grabmal

Christian August Lorentzen (* 10. August 1749 in Sønderborg; † 8. Mai 1828 in Kopenhagen) war ein dänischer Maler.

## Leben
Lorentzen war Sohn eines Uhrmachers und studierte um 1771 an der Königlich Dänischen Kunstakademie in Kopenhagen. Er war Schüler von Peder Als und Johan Mandelberg. In der Zeit von 1779 bis 1782 führten ihn Studienreisen in die Niederlande, insbesondere nach Antwerpen, und nach Frankreich, wo er in Paris Kopien alter Meister fertigte. Für 1792 ist eine Norwegenreise dokumentiert.
Lorentzen malte in der Zeit von 1801 bis 1814, beginnend mit der Seeschlacht von Kopenhagen, Szenen aus den Kriegen zwischen Dänemark und England. Danach wandte er sich der Porträtmalerei zu. Daneben entstanden Landschaften und Gemälde mit Szenen aus den Werken des dänischen Dichters Ludvig Holberg.
Er wurde 1803 Professor an der Königlich Dänischen Kunstakademie und hatte bis zu seinem Tode dort erheblichen Einfluss auf die nächste Generation dänischer Maler. Von 1809 bis 1810 war er Direktor der Akademie. Seine zahlreichen Werke hängen in fast allen dänischen Museen.
Er wurde auf dem Friedhof der Garnisonkirche in Kopenhagen beerdigt.

## Schüler
- Johan Christian Clausen Dahl (1788–1857)
- Christian David Gebauer (1777–1831)
- Constantin Hansen (1804–1880)
- Niels Peter Holbech (1804–1889)
- Christian Albrecht Jensen (1792–1870)
- Georg Friedrich Kersting (1785–1847)
- Christen Købke (1810–1848)
- Ernst Meyer (1797–1861)
- Martinus Rørbye (1803–1848)